# Nola pothina
Nola pothina är en fjärilsart som beskrevs av Turner 1944. Nola pothina ingår i släktet Nola och familjen trågspinnare. Inga underarter finns listade i Catalogue of Life.